# Thornton-le-Dale
Thornton-le-Dale is een civil parish in het bestuurlijke gebied Ryedale, in het Engelse graafschap North Yorkshire met 1759 inwoners.